# Пузање до Капитола
Пузање до Капитола био је један од најупечатљивијих тренутак у активизму инвалидних особа у Сједињеним Америчким Државама који се десио 12. марта 1990. године, када су десетине ових демонстраната испред Капитола САД одбацила своја помагала за кретање и почеле да се пењу, пузе и уздижу уз степенице до врха западног улаза у Капитол на националном Тржном центру. Неки су се пењали сами, а неки уз помоћ пријатеља и породице, а бодрили су их родбина, присталице, посматрачи и предтсвници медија.

## Предуслови
Пузању до Капитола (које је на енглеском језику добило назив) претходила су догађања у зиму 1990. године, када је у Комитету Представничког дома за јавне радове и саобраћај САД застала реализацији предложеног Закона о Американцима са инвалидитетом.  То је испровоцирало на стотине забринутих активиста за права инвалида и других из погођене заједнице, који су допутовали у Вашингтон, како би се удружили  са локалним активистима и испред Беле куће и у згради америчког Капитола искажу своје незадовољство и протест  против напора владе да заустави и спречи усвајање овог закона.

## Опис догађаја
Након што се око 1.000 забринутих активиста за права инвалида и других из погођене заједнице окупило испред Капитола САД  (месту за окупљања Конгреса Сједињених Америчких Држава и седишту законодавног огранка америчке савезне владе) 12. марта 1990. године, део чланова удружења Американца инвалида за приступачност јавном превозу, напустило је своја инвалидска колица и почело да физички пузи уз источне степенице Капитола САД како би демонстрирали како физичку неприступачност  зграде, тако и неприступачности владе и њеним организационим јединицама.
Била је то  једна од највећих директних акција особа са инвалидитетом до тада у САД.
Покојни Мајкл Винтер, бивши извршни директор Беркли Центра за самостални живот, овако је описао овај догађај: 
Неки људи су можда мислили да је недостојанствено да људи у инвалидским колицима тако пузе, али сам сматрао да је потребно показати земљи са каквим стварима се особе са инвалидитетом свакодневно суочавају. Морали смо бити спремни да се боримо за оно у шта смо веровали.

## Епилог
Након овог протеста који је узбудиоа америчку јавност и средства јавног информисања Конгрес САД је био приморан да одговори. Предлог Закона о Американцима са инвалидитетом је прошао кроз Дом и Сенат и званично је потписан 26. јула 1990. године.